# سيسنا 140
سيسنا 140 وسيسنا 120 (بالإنجليزية: Cessna 140)‏، هي طائرة خفيفة للمنافع العامة، ذات محرك واحد، ومقعدين. أنتجت في 1946 بالولايات المتحدة. من صناعة سيسنا. ومازالت في الخدمة حتى الآن. صنع منها 7,664 طائرة، وسعر الطائرة الواحدة منها هو 3495 دولار.